# Bandera de la Unión de Naciones Suramericanas
La bandera de la Unión de Naciones Suramericanas (Unasur) aún no existe oficialmente pues no existe norma, acuerdo o tratado que lo establezca. La organización, sin embargo, utiliza oficialmente un emblema compuesto de un fondo en tono azul claro sobre el cual se encuentra una serie de trazos blancos con forma similar a un torbellino, semejando la forma del subcontinente.
Extraoficialmente, una propuesta realizada por el entonces presidente peruano Alan García Pérez y el blasón derivado de ésta han sido considerados como emblemas de la organización. Estos emblemas fueron inspirados en la bandera de Indoamérica, concepto creado por el pensador y político peruano Victor Raúl Haya de la Torre.

## Propuesta de bandera

### Historia

Bandera de la Unasur propuesta por Alan García en 2008.

La bandera propuesta está inspirada en la bandera de Indoamérica, que a su vez fue creada por el pensador y político peruano Victor Raúl Haya de la Torre.
La figura y el pensamiento de Haya son de los más importantes y complejos de Hispanoamérica.  Dentro de este pensamiento particular, se configuraba la necesidad de la unión de los países que conformaban la región que él llamaba "Indoamérica", lo que se ve reflejado en el nombre de su agrupación política: Alianza Popular Revolucionaria Americana. Es así como nace su sueño particular de los Estados Unidos de Indoamérica. Él, asimismo, diseñó una bandera para estos Estados de Indoamérica. La bandera en cuestión era inicialmente, desde su creación en 1924 hasta 1928, de color rojo, con un círculo de color verde brillante en el centro; dicho círculo contenía dentro el mapa de toda Latinoamérica en color dorado. A partir de 1928, la bandera cambió; siguió siendo rectangular de color rojo conteniendo en el centro un mapa de toda Latinoamérica en dorado; sin embargo, se eliminó el círculo verde, que fue reemplazado por una circunferencia, también dorada, que rodea al mapa.

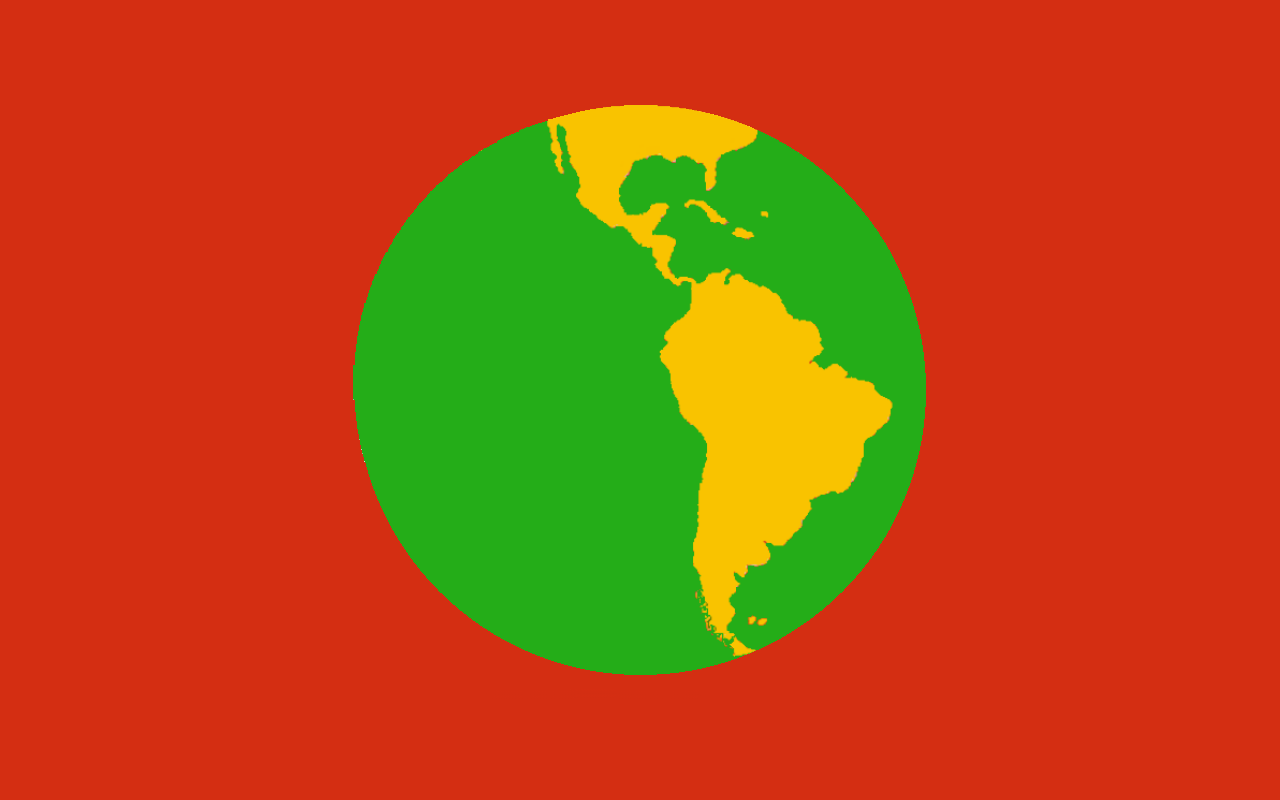
Bandera de los Estados Unidos de Indoamérica (1924-1928)
Bandera de los Estados Unidos de Indoamérica (desde 1928)
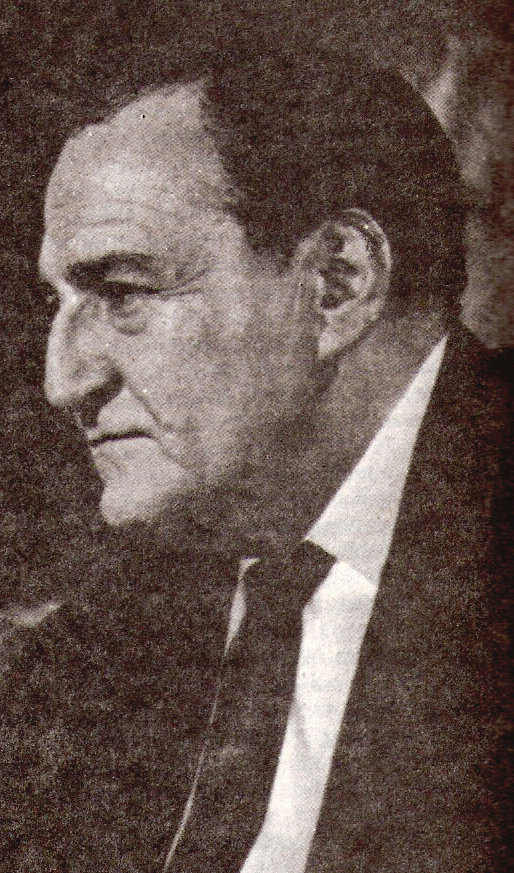
Víctor Raúl Haya de la Torre.

### Presentación

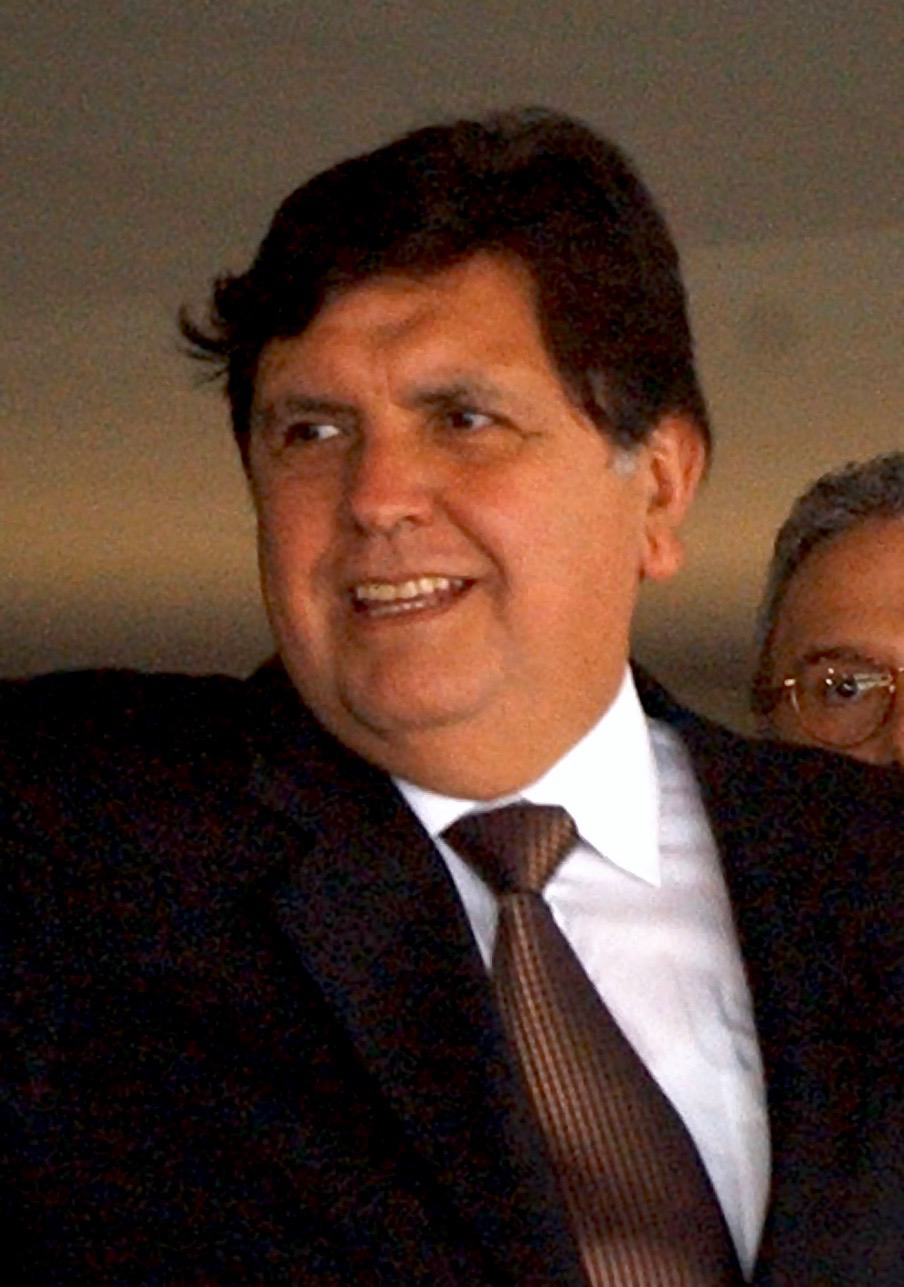
Alan García, presidente del Perú

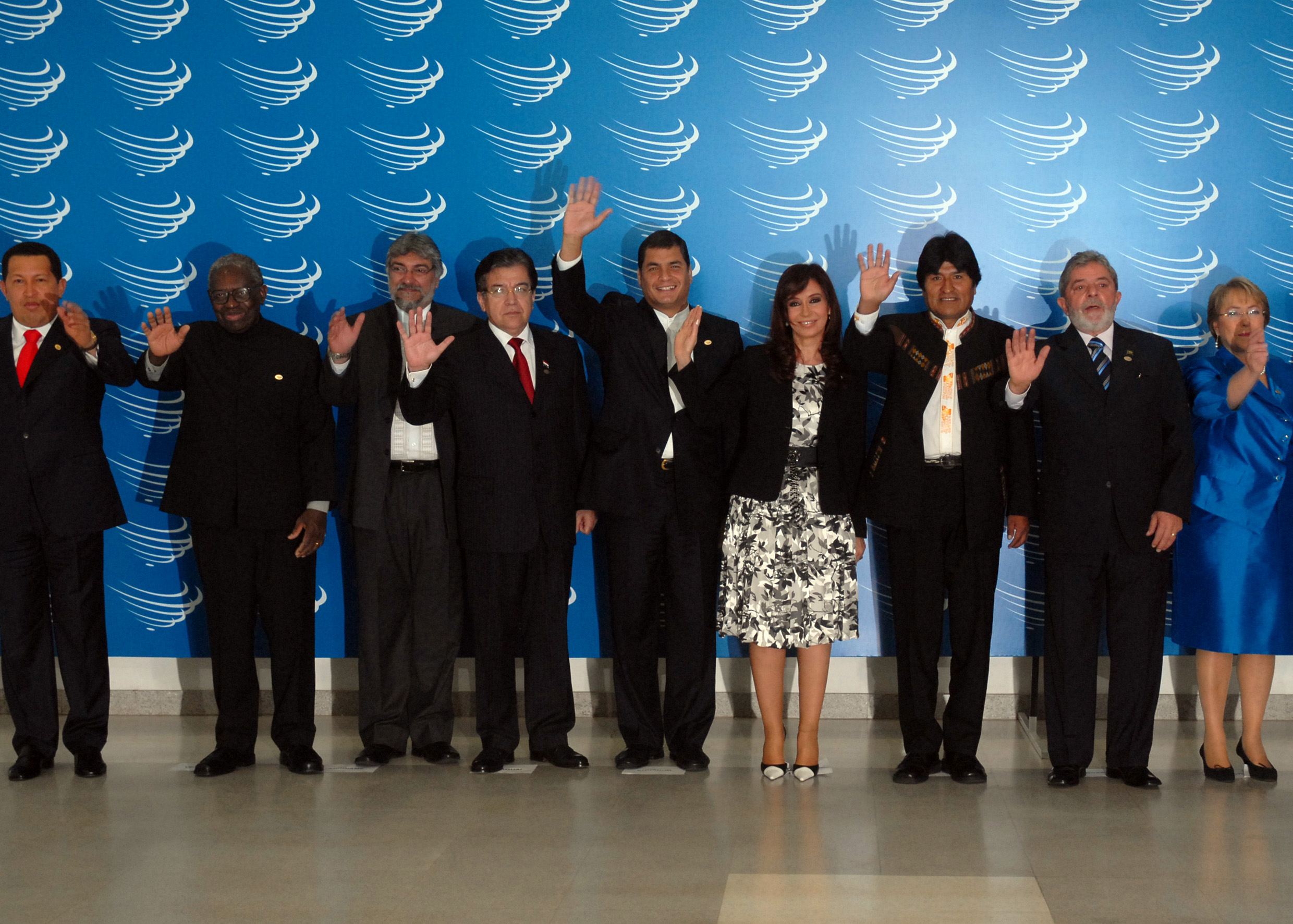
Los jefes de Estado de los países de la Unasur frente al emblema de la Unasur, repetido en forma de mosaico.

El 23 de mayo de 2008, en el marco de la sesión de Constitución de la Unasur, Alan García, el presidente del Perú, que pertenece al partido que fundara Haya -el Partido Aprista-, le entregó a la presidenta pro témpore de la Unasur y presidente de Chile, Michelle Bachelet, una bandera inspirada en la de Indoamérica, proponiéndola para símbolo oficial de la Unión Sudamericana de Naciones. La bandera en cuestión, inspirada en la de Indoamérica, es rectangular y de color rojo. Contiene en el centro este símbolo, el mapa de Sudamérica en color dorado. El mapa está rodeado de una circunferencia de color dorado.
En dicho acto, el Presidente Alan García Pérez le comunicó a la presidenta pro témpore Michelle Bachelet:

"Queremos que usted enarbole en sus manos la bandera de Sudamérica para que sean primero los jefes de Estado los que dan este impulso y después lo harán las muchedumbres, las juventudes soñadoras, las que sabrán que este es un mundo de libertad, de justicia, y que comienza dirigido por una gran mujer que es usted"

La presidenta Bachelet recibió la bandera. Pese al acto simbólico, la Unasur nunca decidió nada al respecto ni puesto el tema en debate. 
En los eventos oficiales realizados por la Unasur se utiliza un emblema diferente (no precisamente una bandera), compuesto de un fondo en tono azul sobre el cual se encuentra una serie de trazos blancos con forma similar a un torbellino, semejando la forma del subcontinente.